# Victor Agali
Victor Okechukwu Agali (ur. 29 grudnia 1978 w Okpanam) – nigeryjski piłkarz grający na pozycji napastnika. Nosi przydomek „Vicky”.

## Kariera klubowa
Swoją piłkarską karierę Agali zaczynał w Princess Jegede oraz FC Nitel z miasta Lagos. W 1997 roku trafił do francuskiego Olympique Marsylia. Zadebiutował w barwach klubu z Marsylii, 18 stycznia 1997 w przegranym 0:1 meczu Pucharu Francji z Lille OSC. Niespełna dwa tygodnie później, 1 lutego zadebiutował w Ligue 1 w zremisowanym 0:0 meczu z OGC Nice. Grał od pierwszych minut, ale w 46. został zmieniony przez Mehdi Ben Slimane. W Olympique zagrał w 5 meczach ligowych i latem 1997 trafił do Sporting Toulon Var. W sezonie 1997/98 zdobył 15 bramek.
Latem 1998 Agali trafił do niemieckiego Rostocku podpisując kontrakt z tamtejszą Hansą. Przez pierwszą część sezonu Agali był jednak rezerwowym i także jako rezerwowy zadebiutował w Bundeslidze (15 sierpnia w przegranym 1:3 meczu z Bayerem 04 Leverkusen). Swoją pierwszą bramkę na niemieckich boiskach Agali uzyskał 4 grudnia w zremisowanym 2:2 meczu z 1. FC Nürnberg. Z czasem jednak trafił do pierwszej jedenastki i zdobył w rundzie wiosennej 5 goli. W sezonie 1999/00 Hansa do końca walczyła o uniknięcie degradacji i musiała wygrać ostatni mecz z FC Schalke 04. Agali strzelił pierwszego gola, a klub z Rostocku wygrał 2:0 i zapewnił sobie pozostanie w Bundeslidze na kolejny sezon. W Hansie Agali spędził także sezon 2000/01. Rozegrał 22 mecze i strzelił 5 goli, a Hansa uplasowała się na 12. pozycji.
Latem 2001 Agali przeniósł się do FC Schalke 04. Zadebiutował 17 lipca w Pucharze Ligi w wygranym 2:1 meczu z Borussią Dortmund i już w debiucie zdobył 2 gole. W Schalke zagrał w 22 ligowych meczach i zdobył jednak 5 goli, a drużyna z Gelsenkirchen zajęła 5. miejsce w Bundeslidze. Zagrał także finale Pucharu Niemiec, w którym zdobył gola oraz w 90. minucie otrzymał czerwoną kartkę, ale Schalke poradziło sobie z Bayerem Leverkusen, wygrywając 4:2 i zdobywając puchar. W sezonie 2002/03 Agali także był częściej rezerwowym niż grał w pierwszej jedenastce. Zaliczył 20 ligowych występów i zdobył 7 goli. W sezonie 2003/04 zagrał 12 meczów w lidze (zdobył w nich 3 gole).
Latem 2004 Agali powrócił do Francji i za darmo przeszedł do OGC Nice. Dobrze rozpoczął sezon 2004/2005, między innymi uzyskując hat-tricka w 9. kolejce w wygranym 4:3 wyjazdowym meczu z AS Monaco, ale potem miał kłopoty ze skutecznością i łącznie zdobył tylko 6 goli w sezonie. Z Nice zajął 12. miejsce w lidze.
W letnim oknie transferowym w 2005 roku odszedł z Nicei, a po sezonie przeszedł dotureckiego Erciyesspor Kayseri. W całym sezonie rozegrał 27 meczów i zdobył 5 goli dla zespołu, który zakończył sezon na 10. pozycji. Latem 2006 Agali znów zmienił klub i został zawodnikiem MKE Ankaragücü. W sezonie 2007/08 był piłkarzem Hansy Rostock i zdobył jedną bramkę.
Latem 2008 na zasadzie wolnego transferu Agali odszedł do greckiej Skody Ksanti, w której strzelił 5 goli w 23 meczach. W 2009 roku został piłkarzem cypryjskiego Anorthosisu Famagusta, ale szybko przeszedł do Lewadiakosu.
W 2011 roku Agali trafił na testy do I-ligowego Zawiszy Bydgoszcz, jednakże klub ten nie zdecydował się na podpisanie kontraktu z Nigeryjczykiem. Agali wystąpił w trzech sparingach Zawiszy zdobywając jedną bramkę.
| Sezon   | Klub                 | Kraj    | Rozgrywki     | Mecze | Bramki |
| ------- | -------------------- | ------- | ------------- | ----- | ------ |
| 1995    | Princess Jegede      | Nigeria | 3. liga       | ?     | ?      |
| 1996    | FC Nitel Lagos       | Nigeria | 2. liga       | ?     | ?      |
| 1996/97 | Olympique Marsylia   | Francja | Ligue 1       | 5     | 0      |
| 1997/98 | Sporting Toulon Var  | Francja | Ligue 2       | 38    | 15     |
| 1998/99 | Hansa Rostock        | Niemcy  | Bundesliga    | 22    | 6      |
| 1999/00 | Hansa Rostock        | Niemcy  | Bundesliga    | 22    | 6      |
| 2000/01 | Hansa Rostock        | Niemcy  | Bundesliga    | 22    | 5      |
| 2001/02 | FC Schalke 04        | Niemcy  | Bundesliga    | 22    | 4      |
| 2002/03 | FC Schalke 04        | Niemcy  | Bundesliga    | 20    | 7      |
| 2003/04 | FC Schalke 04        | Niemcy  | Bundesliga    | 12    | 3      |
| 2004/05 | OGC Nice             | Francja | Ligue 1       | 30    | 6      |
| 2005/06 | Kayseri Erciyesspor  | Turcja  | Superliga     | 30    | 5      |
| 2006/07 | Ankaragücü           | Turcja  | Superliga     | 12    | 3      |
| 2007/08 | Hansa Rostock        | Niemcy  | Bundesliga    | 24    | 1      |
| 2008/09 | Skoda Ksanti         | Grecja  | Alpha Ethniki | 23    | 5      |
| 2009/10 | Anorthosis Famagusta | Cypr    | Division A    | 0     | 0      |
| 2009/10 | APO Lewadiakos       | Grecja  | Alpha Ethniki | 19    | 4      |

## Kariera reprezentacyjna
W 2000 roku Agali był członkiem olimpijskiej reprezentacji Nigerii na Olimpiadzie w Sydney. Został najlepszym strzelcem Nigerii i zdobył 3 gole, w tym jednego honorowego w przegranym 1:4 meczu ćwierćfinałowym z Chile.
W 2001 roku grał w eliminacjach do Mistrzostw Świata w 2002. Zdobył 3 gole w meczach z Sudanem, Liberią oraz Ghaną. Jednak selekcjoner Festus Adegboye Onigbinde nie powołał Agaliego na turniej do Korei Południowej i Japonii.
W 2004 roku był członkiem kadry na Puchar Narodów Afryki 2004. Zagrał tam w pierwszym meczu z Marokiem, przegranym 0:1, ale niedługo potem razem z Celestine Babayaro i Yakubu Aiyegbeni został wyrzucony z kadry z powodów dyscyplinarnych.